# Luciogobius fonticola
Luciogobius fonticola är en fiskart som beskrevs av Kanagawa, Itai och Hiroshi Senou 2011. Luciogobius fonticola ingår i släktet Luciogobius och familjen smörbultsfiskar. Inga underarter finns listade i Catalogue of Life.